# Tawhīd

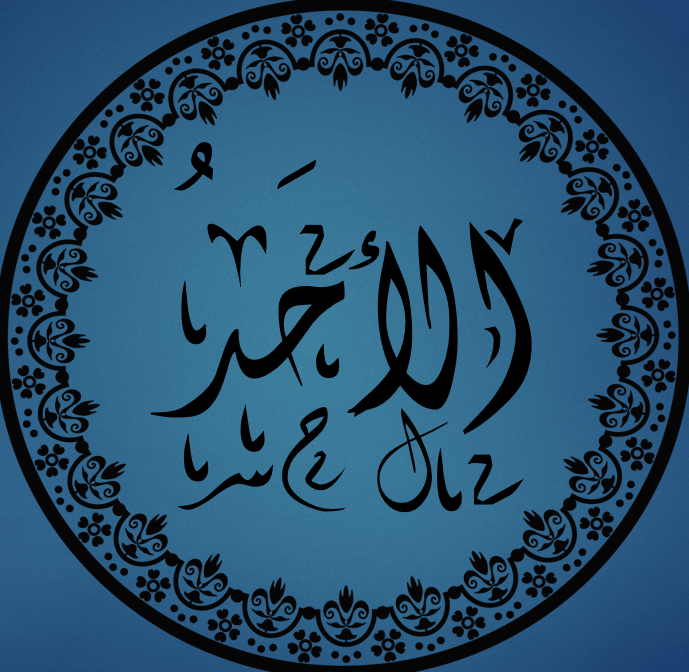
al-Ahad (Den ende), ett av Guds namn på arabiska.

Tawhīd (arabiska: توحيد, "att ena") är inom islam en doktrin som anger absolut monoteism och anses av nutida muslimer som Islams grundval. Tawhīd är tron på Guds enhet och unika karaktär, samt tron på Gud som universums skapare och bevarare. Begreppet används både inom islamisk teologi, men har även en sociopolitisk innebörd som en enhet mellan muslimer världen över, särskilt mot bakgrund av splittring som har orsakats av kolonialism och nationalism.
Tawhīd har undergrenar som tydligt beskriver hur man skall förstå och tro på den ende sanne Guden. Tawhīd är motsatsen till shirk.
Gud har enligt läran varken en son eller dotter eller är uppdelad på något annat vis, utan endast en monoteistisk gudomlighet. I traditionell trosuppfattning är han heller inte möjlig att personifiera. Detta ställer den islamska guden i kontrast till kristendomens treenighetslära: (Fadern, Sonen och Den Helige Anden). 
Den första av islams fem pelare är shahada, trosbekännelsen som lyder "La ilaha illa Allah wa muhammedu rasul ullah ("Det finns ingen gud utom Gud och Muhammed är hans profet/sändebud).

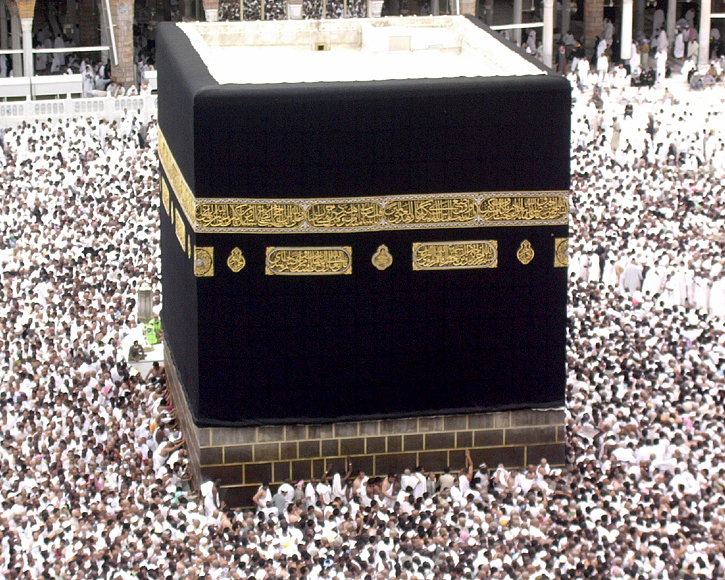
Kaba.

I islam anses Kaba vara det första och främsta huset av monoteism, och som fanns innan Noas tid och senare återuppbyggdes av Abraham.

## Historia
Användandet av begreppet tawhīd och dess innebörd har skiftat genom historien. Begreppet används inte i Koranen, utan har fyllts av innebörd av senare muslimska teologer.
Under den klassiska perioden i Islams historia kretsade diskussioner runt tawhīd om filosofiska överväganden gällande Guds natur och egenskaper, men även huruvida kalifatet som politisk institution kunde anses legitim. Under 1200-talet bidrog den hanbalitiske juristen Ibn Taymiyya till att införa en social och moralisk dimension till begreppet. Enligt Taymiyya var tawhīd ett uttryck för att Gud är den enda skaparen, härskaren och domaren i världen och att människor har ett ansvar att underkasta sig Guds uppenbarade vilja genom religiösa handlingar och ritualer. Taymiyya menade vidare att den sanna tron bör uttryckas både individuellt och i grupp genom olika fromma handlingar, och han kopplade på så vis ihop den privata och offentliga sfären inom islam. Hur samhället organiseras bör vägledas av religiösa överväganden, enligt Ibn Taymiyya.

## Guds namn i islam
Det brukar uttryckas som att visserligen anses den muslimska guden har 99 namn (Den seende, Griparen, Den upphöjde, Vittnet etc) men samtliga namn ska förstås som egenskaper som hänvisar till ett och samma väsen. 

## Tawhids koppling till människans liv
Tawhīd innebär att all form av bön, tillbedjan och samtliga handlingar som hör en människas liv till, ska riktas mot Gud. Hur tawhīd skall tolkas har varit en lång filosofisk strid. Guds omfattning (omnipotens) hör intimt samman med människans möjlighet till fri vilja och eget val. Om en gud har skapat världen, men sedan lämnat människan till sitt öde att styra skapelsen själv, har hon en fri vilja. Men om skapelsen ska ses som att den gudomliga viljan styr i allt, och där framtiden ingår i skapelsen och alltså ödet redan är förutbestämt, har människan inget eget handlingsutrymme. Vad hon då än tänker eller gör är det via en annan, högre makt.

## Guds överlägsenhet
Tawhīd betyder fritt översatt "enighet". Innebörden av detta är att det endast finns en Gud (Allah) som är den överlägsna skaparen till allt och alla. Med överlägsen menas att han är överlägsen i alla avseenden. Logiskt sett, enligt tawhīd, kan man säga att eftersom vi finns, så borde någon ha skapat oss, och det är en övre makt som har sett till att allt har kommit till. Slutsatsen att Gud finns, eftersom människor finns, är emellertid logiskt ogiltig. Människans existens är inte ett nödvändigt villkor för Guds existens. Gud behöver ingen och ingenting men allt och alla behöver Honom för Han är den Ende, Slutgiltige, Skaparen och till Honom tillhör all existens.

## Argument mot polyteism
Nästa frågeställning blir om det är en eller flera makter? Svaret är att om det är flera makter, så bör en av dem vara mäktigare än de andra, annars hade det varit strid mellan dessa makter; därmed är denna makt störst. Dessutom så, en gud måste ju vara unik och överlägsen jämfört med allt och alla för att verkligen vara en gud, då måste det per automatik finnas en endaste Gud och detta är bara ett logiskt argument som har tagits upp i islam (tawhīd).

## Argument för behovet av tillbedjan
Man kan ifrågasätta varför denna makt bör tillbedjas? Allting är så perfekt och systematiskt enligt skapelseläran. Om denna makt inte var systematisk, så skulle hela universum kollapsa. I och med att makten är överlägsen och systematisk, så bör människan leta svaret till varför hon finns. Varför har denna makt skapat varelsen människan till detta liv? Denna makt kallas i islam Allah (arabisk översättning: "Gud") men benämningen är inte det väsentliga i sammanhanget, utan den logik som beskrivs ovan.
Tawhīd är med andra ord ett centralt begrepp inom islamisk troslära, eftersom det utgör den mest grundläggande förklaringen till varför människan finns till. Därför har tawhīd också en så pass framskjuten position i den islamiska läran.

## Feminism
Muslimska feminister har använt begreppet i sin argumentation för jämställdhet inom islam. Med utgångspunkt i tawhīd-begreppet menar man till exempel att männen inte kan stå mellan kvinnorna och Gud, ingen människa har mer företräde inför Gud än någon annan. Gud är därutöver ett allomfattande väsen som inte har någon könsbestämning, själv så har Gud inget kön, Gud är något överlägset som inte människan har kapacitet att kunna förstå sig på.